# Raymond E. Jordan
Raymond E. Jordan (* 2. April 1895 in Pawtucket, Rhode Island; † August 1967 ebenda)  war ein US-amerikanischer Politiker. Zwischen 1937 und 1939 war er Vizegouverneur des Bundesstaates Rhode Island.
Die Quellenlage über Raymond Jordan ist sehr schlecht. Sicher ist, dass er zumindest zeitweise in Pawtucket und Providence lebte und der Demokratischen Partei angehörte. 1936 wurde er an der Seite von Robert E. Quinn zum Vizegouverneur von Rhode Island gewählt. Dieses Amt bekleidete er zwischen 1937 und 1939. Dabei war er Stellvertreter des Gouverneurs und Vorsitzender des Staatssenats. Im Jahr 1938 wurde er nicht bestätigt. Im Juli 1940 nahm er als Delegierter an der Democratic National Convention in Chicago teil, auf der Präsident Franklin D. Roosevelt zum dritten Mal als Präsidentschaftskandidat nominiert wurde. Danach verliert sich die Spur von Raymond Jordan wieder.